# Todos los días un poco
Todos los días un poco… es el segundo álbum de estudio del cantante folclórico argentino Abel Pintos. Fue grabado en 1999 bajo el sello discográfico de Sony Music.

## Lista de canciones
| N.º | Título                           | Escritor(es)                   | Duración |  |
| 1.  | «El alcatraz»                    | Samuel Mitnik - Chico Novarro  |          |  |
| 2.  | «La Tucumanita»                  | Atahualpa Yupanqui             |          |  |
| 3.  | «Amémonos»                       | Carlos Ocampo - Manuel Flores  |          |  |
| 4.  | «La Sacha Pera»                  | Oscar Valles - Cuti Carabal    |          |  |
| 5.  | «Ojos De Cielo»                  | Víctor Heredia                 |          |  |
| 6.  | «Que Viva La Chacarera»          | Horacio Fontova                |          |  |
| 7.  | «Te Voy A Contar Un Sueño»       | Jacinto Piedra                 |          |  |
| 8.  | «Tonada De Un Viejo Amor»        | Jaime Dávalos - Eduardo Falú   |          |  |
| 9.  | «Gatito De Las Penas»            | Raúl Carnota                   |          |  |
| 10. | «Cuando Nadie»                   | Horacio Guarany                |          |  |
| 11. | «Corazón En Vuelo»               | Bebo Ponti - Rodolfo Maldonado |          |  |
| 12. | «Todos Los Días Un Poco»         | León Gieco - Luis Gurevich     |          |  |
| 13. | «Ojos De Cielo» (Mix Gregoriano) | Víctor Heredia                 |          |  |

Artistas invitados: 
- Rubén Mono Izurralde (Flautas)
- Luis Gurevich (Piano)

- Datos: Q6148014